# Fogyasztói társadalom
A fogyasztói társadalom kifejezés a 20., 21. századi társadalomfilozófiai, etikai, szociológiai, antropológiai (és részben közgazdasági) írásokban elterjedt népszerű kifejezés. A kifejezés nem szigorú tudományos fogalom, nincs egyértelmű definíciója vagy teljesen egységes jelentése, különböző szerzők kissé mást és mást értenek rajta. Általánosságban talán azt mondhatjuk, a fogyasztói társadalom olyan társadalmat jelöl, ahol az egyre növekvő számú javak és szolgáltatások fogyasztása az emberi élet (egyik) társadalmilag elfogadott célja, és egyszersmind sokak legfontosabb személyes motivációja, továbbá ahol a társadalmi struktúrák, mechanizmusok jelentős része a fogyasztói viselkedésben, fogyasztói struktúrákban nyilvánul meg. A kifejezést használó legtöbb szerző a jelenlegi gazdaságilag fejlett társadalmakat fogyasztói társadalmaknak tartja, és sokan, akik a kifejezést használják, kritikusan viszonyulnak ehhez a társadalomhoz, elítélik és a megváltoztatását sürgetik.
Jelen szócikk egyfelől a terminus meghatározását, másfelől a terminust használó elméletek rövid ismertetését tartalmazza (e kettő persze, mivel a kifejezésnek nincs szigorú tudományos definíciója, amúgy sem választható élesen szét).

## Meghatározások
Néhány lehetséges definíció a fogyasztói társadalomról:
"Fogyasztói társadalom egy olyan társadalom, ahol az egyre növekvő számú árucikkek és szolgáltatások birtoklása és használata az elsődleges kulturális törekvés, ez az egyéni boldogsághoz, társadalmi státuszhoz és nemzeti sikerességhez vezető legbiztosabb út."
"Egy fogyasztói társadalomban a szocioökonomikus élet középpontjában az új fogyasztói javak előállítása és az irántuk érzett vágy áll. Az egyén önértékelése és társadalmi megbecsültsége nagyban függ fogyasztásának a társadalom más tagjaihoz viszonyított mértékétől. "
"A konzumerizmus annak elfogadása, hogy a fogyasztás az önfejlesztés, önkiteljesítés, önmegvalósítás fő útja."
"A fogyasztói társadalomban az egyén identitása elsősorban ahhoz kötődik, hogy mit fogyaszt, szemben egy termelő társadalommal, ahol ahhoz, hogy mit termel."
Ahhoz, hogy fogyasztói társadalomról beszélhessünk, mindenképpen szükséges feltétel, hogy az adott társadalomban az emberek javakat és szolgáltatásokat csere útján szerezzenek, ne pedig maguk állítsák elő, és a megszerzett javak, szolgáltatások egy része ne a létfenntartást szolgálja, luxuscikk legyen. Akik fogyasztói társadalomról beszélnek, általában egyetértenek abban is, hogy a fogyasztói társadalmakban a fogyasztási igény kielégíthetetlen, nincs olyan, hogy elegendő fogyasztás, a bevételek növekedésével az emberek fogyasztási igényei is monoton növekednek.

## A neoklasszikus közgazdasági modell és a fogyasztói társadalom
A fogyasztói társadalom kritikusai avagy elmélészei igen gyakran a neoklasszikus közgazdaságtan alapfeltevéseivel (vagy inkább annak filozófiai, morális következményével, meghosszabbításával) vitázva fejtik ki nézeteiket. A klasszikus közgazdasági alapfeltevés szerint (mely egyben a neoklasszikus közgazdaságtan alapvetése is) a gazdaság alapszereplői a fogyasztók és a termelők. A fogyasztók minden egyes árucikknek illetve szolgáltatásnak ismerik a számukra való hasznosságát, és fogyasztói döntéseiket az vezeti, hogy a rendelkezésükre álló bevételek alapján maximalizálják a várható hasznosságot. A közgazdaságtan bizonyítja, hogy bizonyos alapfeltevések mellett a gazdaság pareto optimális lesz. A pareto optimalitás némileg leegyszerűsítve azt jelenti, hogy nem létezik áruk olyan cseréje a gazdasági szereplők között, amely hasznos volna az egyik félnek anélkül, hogy káros volna egy másiknak. A pareto optimailtás bizonyításához szükséges alapfeltevéseket (vagyis egy gazdasági rendszer azon tulajdonságait, melyek teljesülése esetén a rendszer pareto optimális lesz) tökéletes verseny néven szokás emlegetni és az alábbiakból állnak: kellően sok fogyasztó és kellően sok, relatíve kis termelő van, az üzletbe való bekerülés költsége alacsony, mind a termelők, mind a fogyasztók teljes mértékben ismerik az árakat, az eladásoknak és a vételnek nincs egyéb tranzakciós költsége, a termelők a profit maximalizálásra törekednek és különböző termelők egymással felcserélhető, "homogén" termékeket termelnek.
A filozófiai konklúzió, amely a közgazdasági alapvetésből levonható valahogy így hangzik: Egy társadalom végső célja hogy a lehetőségekhez mérten minden tagja számára a lehető legnagyobb mértékű jólétet, boldogságot, hasznot biztosítsa. A tökéletes verseny társadalma a pareto optimalitással biztosítja ezt, a fogyasztói társadalom pedig jó úton van afelé, hogy a tökéletes verseny társadalma legyen (vagy legalábbis a legjobb úton más társadalmakhoz képest). Röviden, a fogyasztói társadalom maximalizálja az emberek boldogságát.
A fogyasztói társadalom kritikusai persze tiltakoznak ez ellen a konklúzió ellen. Részben kritizálják hogy a hasznosság maximalizálását vagy a pareto optimumot a társadalom végső céljaként jelöljük meg (a pareto optimum például nem vezet szükségképpen egyenlőséghez). Másrészt úgy vélik a fogyasztói társadalom nagyon is messze van attól, hogy a tökéletes verseny társadalma legyen. Az emberek gyakran nem rendelkeznek teljes információkkal arról, hogy mi hasznos a számukra és mi nem (például a fogyasztás környezetkárosító hatásai, vagy hosszú távú pszichikai hatásai rejtve maradnak előttük). Továbbá (fogyasztói) döntéseiket sokszor nem valami elvont hasznosságmaximalizálás, hanem olyan szociológiai tényezők befolyásolják, mint a konformitás, státuszkeresés, rivalizálás. A termelők ráadásul (pl. reklámok segítségével) aktívan is befolyásolják a fogyasztók választásait, igényeit.

## A fogyasztás mint szociológiai struktúra
Mint fentebb is említettük a fogyasztói társadalom kritikusai úgy vélik a fogyasztói társadalomban a fogyasztás (legalábbis a szükségleteket meghaladó mértékű fogyasztás) nem írható le pusztán a hasznosság maximalizálásnak, vagy a boldogság növelésének fogalmi kereteivel. A fogyasztás szerintük a szociális élet szerves része, fogyasztás közben szociális előírásoknak, normáknak engedelmeskedünk, a társadalmi struktúrában mozgunk, ott pozicionáljuk magunkat, identitást építünk, fogyasztási szokásainkkal üzeneteket küldünk a többiek felé.
Amikor valaki Mercédeszt vagy Ferrarit vásárol, akkor elsősorban nem az autó hasznossága motiválja, mint inkább az autó megvásárlása révén a társadalomban elfoglalt pozíciójának jelzése. A ruhadivat követése inkább tekinthető mások felé küldött üzenetnek, mint belső, másoktól független igények kielégítésének.
A fogyasztás hátterében álló vágyak, igények, maguk is nagymértékben a társadalom termékei, ha vannak is alapvető, a társadalomtól független emberi igények, azok általánosak és kevesek, a konkrét igények pedig nagymértékben függnek az adott társadalmi berendezkedéstől, legalábbis a szociológusok döntő többsége így gondolja. A megbecsültségre, elfogadásra, tiszteletre, való vágy talán ilyen, társadalmaktól független, alapvető emberi vágy, de az, hogy a fogyasztói társadalomban elfogadottság és megbecsültség jár annak, akinek drága öltönye, jó autója, elegánsan berendezett lakása, stb. van, ez már sokkal inkább esetleges, a társadalom berendezkedéséből, szerkezetéből következő dolog.
Sokan vélik úgy, hogy a fogyasztói társadalomban a legfőbb identitás képző tevékenység is a fogyasztás, az emberek oly módon választanak maguknak személyiséget, hogy árucikkeket választanak, egyéniségük formálása egy ruha, egy mobiltelefon, egy film, vagy egy rajongott filmszínész poszterének megvásárlásával történik.
Helga Dittmar kimutatja, hogy fogyasztói társadalomban az emberek szociális helyzetüktől és nemüktől függően kapcsolnak különféle értékeket ugyanazokhoz a fogyasztói javakhoz. A nők például nagyobb mértékben hangsúlyozzák a javak szociális, kapcsolatteremtő funkcióit, míg a férfiak a materiális előnyeit. A magasabb státuszú emberek absztraktabb értékeket tulajdonítanak a vásárolt javaknak, pl. a javak önkifejezésre alkalmas voltát hangsúlyozzák, az alacsonyabb státuszúak konkrétabb, materiális előnyöket említenek. Ugyanakkor Dittmar vizsgálatában nem mutatkozott jelentős különbség abban, hogy az egyes fogyasztók mely termékeket tartják értékesnek, csak abban, hogy azokhoz milyen értékeket társítanak.
Baudrillard egyenesen úgy véli, hogy a fogyasztói társadalomban az árubőség és az ahhoz kapcsolódó fogyasztási kényszer valódi funkciója a társadalmi egyenlőtlenségek fenntartása, konzerválása. A társadalmi elit szerinte mindig biztosítja saját kivételezett helyzetét a fogyasztói viselkedésben is, részben azzal hogy bizonyos fogyasztási cikkek (például az újdonságok) csak a gazdasági elit számára elérhetőek (vö. pl. alpha consumer fogalma), másrészt azzal, hogy a fogyasztói cikkek jelentős részét "jól használni" csak a művelt, magasan pozicionált elit tudja, az alacsonyabb státuszú rétegek számára ezek fogyasztása (vagy a fogyasztási kényszer) több frusztrációt okoz mint élvezetet.
"A jelen társadalma olyan alapelveket fogad el, melyek a mindennapok szervezésére kötelező erővel hatnak, azokat befolyásolják. A fejlettnek tekinthető „nyugati” civilizációban, elektronikus rendszerek, közlekedés, divat, média, információ, illetve egyéb „dolgok” például a trendek nélkül napjainkban nem lehet, vagy nehéz élni. Érvényesülni meg végképp nem. Ezek tetszik, nem tetszik kényszerek! És a kényszerek (szükségletek) már olyan mértékben vannak jelen az életünkben, hogy azokat nem kényelmetlenségnek, csak egyszerű szükségnek, esetenként szimplán vágynak, kívánságnak érezzük. És mivel a társadalom képes számunkra megadni, amit csak akarunk – általában pénzért cserébe – az ipar, és a kereskedelem, biztosítja is azt!
Így kijelenthető, hogy:
Az a társadalmi „rend”, ahol a gazdaság képes előállítani, és/vagy beszerezni azon termékeket és/vagy szolgáltatásokat, melyekhez az egyén, bármikor, törvényes, vagy törvénytelen módon hozzájuthat, ezzel kielégítve személyes, szociális, társadalmi, és egzisztenciális igényeit, törekvéseit, az a fogyasztói társadalom."

## A fogyasztói társadalom kritikái
A fogyasztói társadalmat alapvetően két oldalról éri kritika. Egyfelől a kritikusok úgy vélik, a fogyasztás nem vezet az emberek boldogságához, sőt gyakran boldogtalansághoz, kielégületlenséghez, depresszióhoz, elmagányosodáshoz, stb. vezet. Másfelől sokan úgy látják, még ha boldogsághoz vezetne is, a folyamatos gazdasági fejlődés, amit a fogyasztói társadalom feltételez, nem fenntartható, a környezeti erőforrások túlzott kihasználásához vezet, mely előbb-utóbb a fogyasztás drasztikus visszaesését vagy az ökoszisztéma (és vele az ember) pusztulását, vagy a népesség számának jelentős visszaesését kell hogy okozza.

### Környezetszennyezés
1991-ben a Földön élő kb. 5,5 milliárd ember közül a gazdaságilag fejlett, fogyasztói társadalomban élő 1.1 milliárd ember használta fel a környezeti erőforrások 80%-át.
Egy átlag amerikai polgár fogyasztása évi tizennyolc tonna természeti erőforrást használ el, és még ennél is több hulladékot termel.
Ráadásul a fogyasztási mutatók a fejlett gazdaságú országokban folyamatosan nőnek. A kutatók többsége egyetért azzal, hogy ez a fogyasztói mentalitás hosszú távon nem fenntartható, és nem kiterjeszthető a világ egészére, ahogy a dalai láma egyszerűen megfogalmazta: "Hová lenne a világ, ha mindenki autóval járna?". Számos kutató úgy látja, hogy a fejlett világbeli GDP növekedés, ha a gazdaság környezetkárosító hatásait is figyelembe vesszük, csökkenéssé, szegényedéssé válik. A gazdaság környezetkárosító hatásának mérése viszonylag új keletű dolog. A GDP például nem veszi figyelembe a környezetkárosító hatásokat, vagy legfeljebb pozitív értelemben (ha egy országban ihatatlanná válnának az ivóvizek, az nem jelenne meg a GDP-ben negatív tételként, viszont az ennek következtében megnövekedett ásványvíz kiadások emelnék a GDP-t). Léteznek alternatív gazdasági mutatók (pl. ISEW, ökológiai lábnyom vagy a Happy Planet Index), melyek megpróbálják mérni a fogyasztás és a gazdaság környezetkárosító hatásait is. Az ISEW (Index of Sustainable Economic Welfare – a fenntartható gazdasági fejlődés indexe) például egy bizonyos szint felett a GDP-vel negatívan korrelál (azaz egy bizonyos szint felett mennél magasabbak a GDP, annál alacsonyabbak az ISEW érték).
Kicsit sommásan úgy is mondhatjuk, a környezetkárosító hatásokat is figyelembe véve, a GDP növekedésével nem gazdagabbak, hanem épp ellenkezőleg, szegényebbek leszünk.
A fenntartható fejlődés elmélete részletesen foglalkozik ezekkel a kérdésekkel.
Arra hogy a fogyasztói társadalom miért érzéketlen a környezetszennyezésre, az ökológiai rendszer kihasználásra többféle magyarázat is létezik. A környezetkárosítás hatásai nem azonnaliak, hanem közvetettek, a hatások sokszor csak időben jóval később jelentkeznek. A károkat a társadalom egésze, elosztva viseli, ezért nehezen számszerűsíthetőek (nem jelennek meg pl. egy vállalkozás éves mérlegében), és gyakran alulbecsültek. Mivel a környezetkárosításnál az okok és az okozatok egymástól távol vannak, sokszor nem is tudjuk, hogy egy adott cselekedetünkkel (fogyasztói vagy termelői döntésünkkel) milyen mértékben használjuk ki a környezeti erőforrásokat.

### A fogyasztás nem vezet boldogsághoz – empirikus bizonyítékok
A fogyasztói társadalom alapvetése, hogy az áruk és szolgáltatások termelésének növekedése a társadalom jólétének növekedését vonja maga után, a fogyasztás boldogsághoz, elégedettséghez, jól léthez vezet. Az empirikus bizonyítékok nem látszanak alátámasztani ezt a feltevést.
Richard Easterlin vizsgálatai azt mutatják, hogy egy adott országban a gazdagabbak általában elégedettebbek az életükkel, minden összevetve boldogabbnak mondják magukat mint a szegényebbek. Azonban a gazdasági növekedés nem korrelál az emberek boldogságérzetével, elégedettségével. A GDP növekedése önmagában nem teszi boldogabbá az embereket. Az USA-ban például 1940 és 1970 között folyamatosan nőttek a reálbérek, ugyanakkor az emberek elégedettségi foka, boldogságérzete az 1950-es években tetőzött, attól kezdve folyamatosan csökkent. Hasonló vizsgálatokat végeztek kilenc európai országban 1973 és 1989 között, míg ezekben az országokban a GDP 25-50% közötti növekedést mutatott, addig két országban az elégedettségi mutatók felfelé, kettőben lefelé mozdultak, a többi öt országban pedig változatlanok maradtak. Japánban 1964 és 1981 között az egy főre eső nemzeti össztermék több mint 100%-kal nőtt, miközben az emberek boldogságérzete nem növekedett. A kultúrák közötti összehasonlító vizsgálatok szintén nem támasztják alá azt a feltevést, hogy a gazdagabb országokban élő emberek boldogabbak lennének (Easterlin ugyanakkor megjegyzi, hogy az országok között összehasonlítások módszertanilag problémásak, hogy valaki mennyire értékeli magát boldognak az jelentős mértékben függ az adott ország társadalmi normáitól, szokásaitól, ezért az ilyen jellegű adatok különönöző kultúrák között egymással nehezen összehasonlíthatók).
A gazdaságilag fejlett fogyasztói társadalmakban jóval gyakoribb a depresszió, mint a korábbi vagy a nem fejlett országokban. Ahogy Daniel Goleman rámutat, "bizonyos [fejlett] országokban annak a valószínűsége, hogy egy 1955 után született ember legalább egyszer az életében súlyos depressziót fog átélni – azaz nem csupán szomorúságot érez, hanem bénító levertséget, sújtó reménytelenséget, önbizalomhiányt – nos ennek esélye több mint háromszor akkora mint nagyszüleink generációjában".
Hasonló eredményekre jutott a boldogság pszichológiai vizsgálata során Csíkszentmihályi Mihály. Csíkszentmihályi híres flow-elméletének egyik centrális gondolata, hogy az emberek magas fokú örömöt, intenzív boldogságélményt általában nem olyankor élnek át amikor passzívan (fogyasztóként) viselkednek, hanem olyankor amikor figyelmüket, pszichikai energiáikat egy kihívást jelentő feladat megoldására koncentrálják. Kissé leegyszerüsítve úgy is mondhatjuk: egy tevékenység nem (vagy nem pusztán) attól válik örömtelivé hogy a tevékenység során mit kapunk, sokkal inkább attól, hogy mi magunk mit adunk bele, milyen energiákat, figyelmet, elköteleződést.
Csíkszentmihályi kutatásai azt az igen meglepő tényt is kimutatják, hogy a flow névvel illetett magasfokú boldogság élmény (mely egyben a személyiség erősödését, integrálódását is segíti) az átlagos nyugati (észak-amerikai) ember életében gyakrabban fordul elő munka közben, mint szabadidős tevékenységek alatt. Úgy is fogalmazhatunk, az ember boldogabb tud lenni munka mint fogyasztás közben. Ez a tény persze ellentmond annak, hogy ezen társadalmak emberei általában többre értékelik, jobban vágyják a szabaidős tevékenységeket mint a munkával eltöltött időt. Csíkszentmihályi ezt a munka paradoxonának nevezi (hogy bár az emberek munka közben gyakrabban vannak a flow állapotában, vagy ahhoz közel, munkájukban mégis kevésbé motiváltak). A paradoxon magyarázataként részben a munkával kapcsolatos kötelező kulturális attitűdöket említi (amik szerint a munka szükségképp kötelező rossz, kerülendő nyűg), másrészt azt a tényt, hogy munkájukban sokan csak rövid távú célokkal tudnak azonosulni (ezek a rövid távú célok, mint megoldani egy adott problémát, megszerelni egy elromlott gépet, jó feltételeket kiharcolni egy tárgyaláson biztosítják a flow-élményt), de ha a távlatosabb célok a személy saját nagyobb céljaival nem egyeznek akkor összességében a munka mégsem válik vágyott tevékenységgé.

### A reklámok szerepe: elhitetik, hogy a fogyasztás boldogsághoz vezet
Míg a klasszikus közgazdasági feltevések szerint a fogyasztók a termelők által nem befolyásoltan autonóm döntéseket hoznak, amikor egy árucikk megvásárlása mellett döntenek, a fogyasztói társadalom kritikusai szerint a termelők nagyon is aktívan befolyásolják a fogyasztók vágyait, fogyasztási szokásait, fogyasztási hajlandóságát. A befolyásolás legdirektebb eszköze a reklám. Az USA-ban 2007-ben 279612 millió dollárt költöttek reklámkiadásokra, ez az USA 2007-es GDP-jének 2%-a, és feltehetően hasonló értékekkel lehet számítani más fejlett országokban is (összehasonlításként, 2007-ben Magyarország teljes katonai kiadásai a GDP 1,09%-át tették ki).
A reklámok egy jelentős része a fogyasztást mint a boldogság megszerzésének, megélésének alapvető eszközét mutatja be, az anyagi javakhoz immateriális értékeket asszociál, a fogkrémet a szépséggel párosítja, a dezodort a csábítás eszközének állítja be, azt sugallja, hogy aki új mobiltelefont vásárol annak sok barátja lesz, aki megfelelő mosóport annak boldog családi élete stb.
Bár ezek az asszociációk racionálisan nyilván abszurdak, a reklámok szerepe a fogyasztás propagálásában sokak szerint cseppet sem elhanyagolható, a reklámok elsősorban tudatalatti vágyainkat, motivációinkat, félelmeinket célozzák meg, inkább az érzelmeinkre mint értelmünkre hatnak. Arra, hogy a reklámok üzenetei minél hatékonyabban jussanak el a fogyasztókhoz, külön kutatások, szakemberek vannak, önálló tudomány szerveződött. Vannak, akik szerint a reklámok hatása egyenesen depresszív, elérhetetlen célokat, irreális vágyakat keltenek (tökéletes test, nagyszerűen berendezett csillogó-villogó lakás, vadonatúj autó...), s mivel ezeket a vágyakat a fogyasztás valójában nem tudja kielégíteni, frusztrációt okoznak.

### Az anyagi javak, szolgáltatások utáni vágy kielégíthetetlen, éppen mivel nem vezet valódi boldogsághoz
Ez utóbbi hatásmechanizmus a fogyasztói társadalom kritikusai szerint amúgy is jellemzi a konzumerizmust, a fogyasztói társadalom alapvetése, hogy a fogyasztói igények nem kielégíthetőek, bevételeik növekedésével az emberek egyre többet és többet akarnak fogyasztani. A vágyak kielégíthetetlensége sokak szerint éppen abból fakad, hogy a fogyasztói társadalom elégtelen eszközökkel próbál kielégíteni valós igényeket (immateriális igényeket materiális javakkal), illetve, hogy az igények melyeket támaszt rövid kielégülésűek.

### Depresszió növekvő mértéke a modern társadalmakban, a szociális kötelékek lazulása
Fentebb már idéztük Goleman kutatásának eredményét, mi szerint a modern, fejlett társadalmakban jóval nagyobb a depresszió előfordulása, mint a gazdaságilag kevésbé fejlett társadalmakban. Robert E. Lane ennek fő okát abban látja, hogy a konzumerizmus meggyengíti az embert körülvevő, biztonságot adó társadalmi támogatást, lazítja a szociális (családi, baráti) kötődéseket. "...az emberek gyakorta nem tudják, hogy mi teszi őket boldoggá. A boldogság hajszolása persze nem teljesen vak, csak meglehetősen rövidlátó. [...] A pénz és a fogyasztói javak által kínált hedonisztikus haszon azonnali, míg a barátságból, s különösképpen a közeli, intim barátságból származó haszon csak hosszabb távon nyilvánul meg. [...] A barátság belső értékeken alapul, míg a piac logikája csak a külső, publikus értékeket ismeri el."
A fogyasztás részben magányos dolog (bevásárlás egyedül, tv-nézés, vagy az elérhető árucikkek böngészése az interneten), részben szociális tevékenység (közös bevásárlás, mozi, az árucikkekről való beszélgetés, utazás, kocsmázás...). Lane szerint azonban "egy bizonyos bevételi szint felett az emberek a megnövekedett bevételeiket nagyobb valószínűséggel költik olyan dolgokra amiket egyedül lehet fogyasztani, mint olyanokra amiket közösen." Mi több, a fogyasztói társadalom alapideológiája, individualisztikus, önző ideológia, az egyéni boldogság keresését hirdeti, és az eléréséhez nem szociális kapcsolatokat, hanem javak felhalmozását javallja. Gerald Marvell és Ruth E. Ames például egy kísérletben kimutatták, hogy a közgazdaságtant hallgató diákok kevesebb pénzt hajlamosak adni jótékony célokra (és többet tartanak meg maguknak) mint egyéb egyetemi hallgatók.

### Kreativitás visszaszorulása
A fogyasztói társadalom szintén fontos ideológiája a ne csináld magad, hagyd a szakemberre ideológia. A folyamatosan növekvő árukészlet speciális funkciójú áruk növekedését jelenti, az emberek egyre inkább késztermékeket vásárolnak alapanyagok helyett, és (legalábbis a munkájukon kívül) egyre kevésbé végeznek kreatív, termelő tevékenységet. A kreativitás korlátozottsága különösen aggasztó a gyerekek esetében. Stephen Kline szerint a karakter-játékok (az olyan játékok, melyek valamilyen film, rajzfilm, sorozat, karaktereit testesítik meg) nem kedveznek a gyerekek pszichés fejlődésnek. "A rajzfilmek, akárcsak a reklámok előírják a gyerekeknek, hogy a karakter-játékok, mit tudnak csinálni, hogyan néznek ki, és hogyan kell velük játszani. [...] A gyerekek ritkán szegik meg ezeket a szabályokat, ritkán kevernek különböző fiktív diskurzusokból való karaktereket, ritkán változtatják meg a narratív kontextust ami az adott játékhoz tartozik".
Mások ugyanakkor megjegyzik, hogy a fogyasztói társadalmat, a termelői oldalon legalábbis, éppenséggel erős kreativitás jellemzi, hogy a mindig megújuló fogyasztói javak társadalma nem volna életképes az újdonság állandó igénye nélkül, és az új dolgokhoz való adaptálódás nélkül.

## Lásd még
- Konzumizmus
- Önkéntes egyszerűség